# サミュエル・ハンティントン (連合会議議長)
サミュエル・ハンティントン（英語: Samuel Huntington、1731年7月3日 - 1796年1月5日）は、アメリカの法律家、政治家であり、コネチカットを代表するアメリカ独立戦争の指導者である。コネチカット選出の代議員として大陸会議に出席し、アメリカ独立宣言に署名した。第二次大陸会議の最後の議長となり、そのまま連合規約に基づく連合会議の初代議長となった。この議長職（President of the United States in Congress Assembled）は、現在のアメリカ合衆国憲法下での大統領職（President of the United States）とは異なるものであった。その後1786年から死ぬまでコネチカット州知事を務めた。

## 生い立ち、青年時代
ハンティントンはナサニエル・ハンティントンとメヘタベル・ハンティントン夫妻の息子として1731年7月3日に、コネチカット植民地のウィンダム町（現在はウィンダムから分離してスコットランド町）で生まれた。10人兄弟の4番目であり、長男でもあった。公立学校で限られた教育しか受けられなかったが、独学で勉強した。16歳の時に樽類製造者に徒弟奉公に入ったが、父の農園の手伝いも続けた。ハンティントンの教養は、エベネザー・ディボーション牧師の図書室や土地の弁護士から借りた本で培われた。
1754年、ハンティントンは法廷弁護士として認められ、ノーウィッチに転居して法律実習を始めた。1761年にエベネザー・ディボーション牧師の娘、マーサと結婚した。2人は1794年のマーサの死まで共に暮らした。夫妻は子供に恵まれず、ハンティントンの弟ジョセフが死んだ時に甥と姪を養子にした。この甥、サミュエル・H・ハンティントンは後にオハイオ州知事となった。

## 政歴
都市行政委員を短期間務めた後、ハンティントンは1764年に熱心な政治家としての道を歩み始めた。この年、ノーウィッチがハンティントンをコネチカットの議会に代表の一人として送った。この職を1774年まで毎年続けた。議会での精勤振りや役割が認められ、1765年知事のトマス・フィッチがハンティントンを王立弁護士に指名した。この職には1774年まで留まった。1774年、ジョナサン・トランブル総督が上級裁判所である植民地最高裁判所判事にハンティントンを指名した。この地位にあるものは植民地議会の上院にあたる知事委員会の一員でもあった。ハンティントンはこの職を1778年まで連続して務め、最後の年は最高裁判所主席判事になった。
ハンティントンはイギリスの議会による「耐え難き諸法」に対し公然と批判する立場を採った。このことで、議会は1775年10月に大陸会議に送る代表の一人としてハンティントンを選んだ。1776年1月、フィラデルフィアで開かれた大陸会議に、ロジャー・シャーマンとオリバー・ウォルコットと共にコネチカットの代表として出席した。7月にはアメリカ独立宣言に賛成票を投じ署名した。

### 連合規約
ハンティントンは大陸会議全体の第7代議長となった。大陸会議には毎年代表となり1781年まで務めた。この結果、会議が1777年に採択した連合規約への署名者にもなった。大陸会議に在籍した数年間、ハンティントンは静かに革命を支持し、独立戦争を戦うために必要な人、物、金を得るために各植民地やその議会の支持を取り付けることに刻苦精励した。
ハンティントンは幅広い教養があるわけではなく、弁舌さわやかでもなかったが、着実に重い任務を果たし常に冷静さを失わない態度で僚友の尊敬を集めた。この結果、ジョン・ジェイがスペイン大使に任命された時、1779年9月28日、大陸会議議長に選出された。ハンティントンの手堅いやり方で、サラトガの戦いでの勝利（1978年）の興奮の後で、新生間もない国が直面する逆境を大陸会議と共に乗り切っていった。事態が悲観的になるほどハンティントンは各植民地に出す手紙や人との接触で努力を積み上げ、何年も棚上げされたままだった連合規約の批准を完遂させた。
ハンティントンが議長になった時、メリーランド以外の各邦は連合規約の批准を終わっていた。メリーランド邦はオハイオ領土に関する領有権主張の問題が片付いていなかった。ハンティントンはニューヨーク、バージニアおよびコネチカットの議会を説得して、それらの領有権主張を取り下げさせ大陸会議に預けさせた。この後メリーランドが諦めて他と同じようにし、最終的に1781年3月1日、連合規約は批准を終わった。
連合規約は議長の任期を1年に制限していたが、大陸会議は連合規約が効力を発揮する前の任期を勘定に入れないことにした。よって、ハンティントンはそのまま連合会議の初代議長に就任した。しかし、1781年7月9日、健康上の理由でハンティントンは辞任しコネチカットに帰った。1782年コネチカット邦議会は再びハンティントンを連合会議代議員に指名したが、健康が優れないことと判事としての仕事があり、辞退した。ハンティントンは1783年にもう一度連合会議の代議員となり、1783年のパリ条約で実現された独立の成功を確認することになった。

### コネチカット知事
1785年、ハンティントンはコネチカット邦の副知事となり、知事のマシュー・グリズウォルドを補佐した。1786年、グリスウォルドの後を継いで知事となり、1796年のハンティントンの死まで毎年選ばれ続けた。同じ年、ハンティントンが大陸会議で果たした折衝の続きとして、ニューヨークとマサチューセッツの間の西部領土に関する領有権紛争を解決するハートフォード条約の成立に貢献した。翌1787年、これら領土問題の国家的解決となる北西部条例を支持して成立させた。
1788年、ハンティントンはアメリカ合衆国憲法を批准するためのコネチカット会議を主宰した。後年、コネチカットは合衆国の一つの州となった。また、ハートフォードを恒久的な州都として定め、州会議事堂の建設を行うことに決めた。ハンティントンは在任のまま、1796年1月5日、ノーウィッチの自宅で死去した。

## その後
インディアナ州ハンティントン郡は彼の名前にちなんで名づけられた。1732年ごろにサミュエル・ハンティントンの父ナサニエルが建てた生家は今も残っている。そこは現在ではスコットランド町の境界内にある。1994年、この家と敷地が土地の歴史資産管理団体に買い取られた。2003年に改装がなされ、家と敷地の一部は限られた時間のみ公開されている。
ハンティントンの甥で養子のサミュエル・H・ハンティントンは、オハイオ領土に転居し、その州としての昇格に関わり、後に第3代オハイオ州知事となった。
ペンシルベニア州ハンティントン・ミルズは州北東の小さな町であり、やはりハンティントンの名前にちなんで名づけられた。